# ارزوئیه

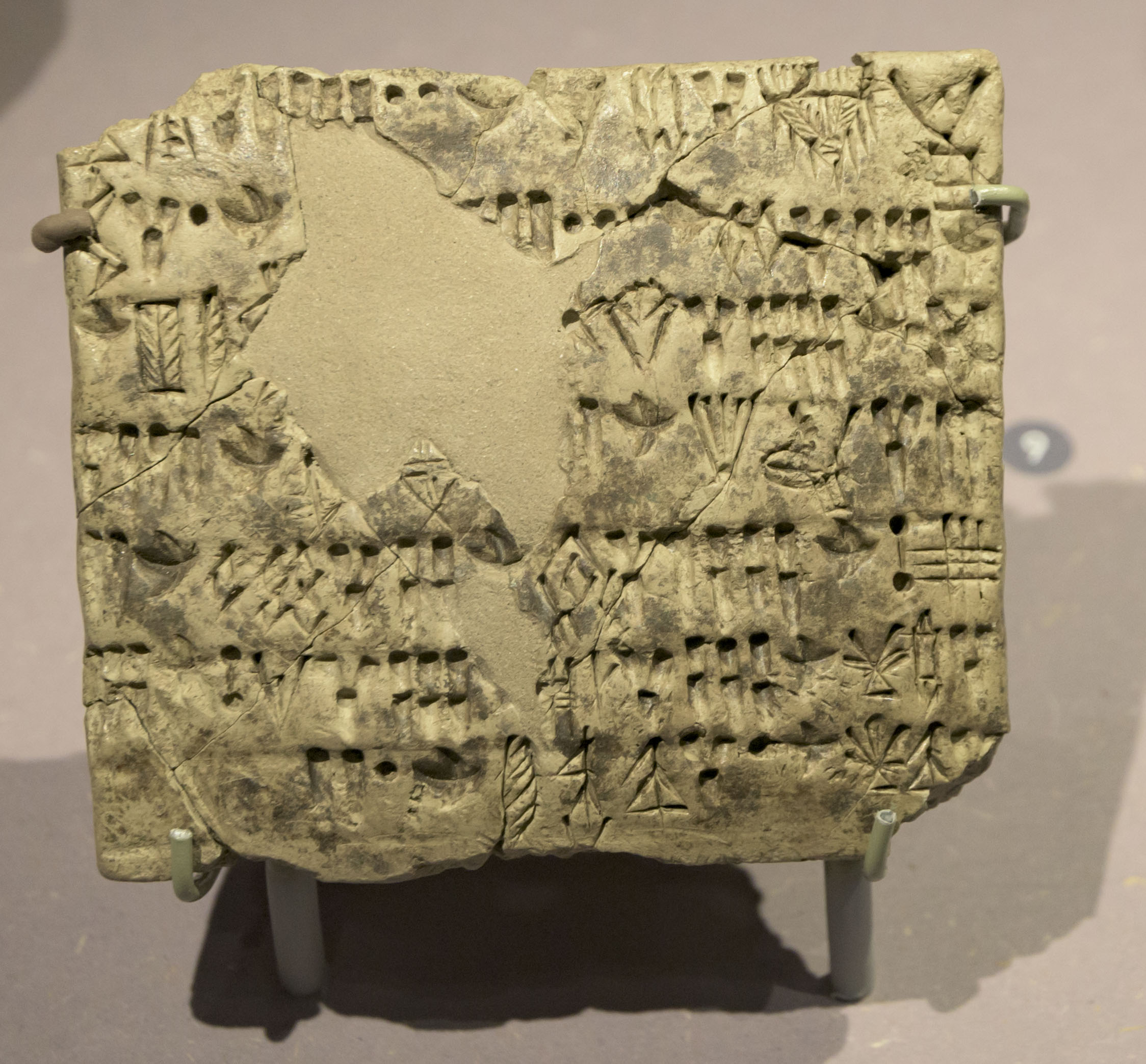
لوحی با قدمت ۳۰۰۰ سال قبل از میلاد تپه یحیی _ارزوئیه

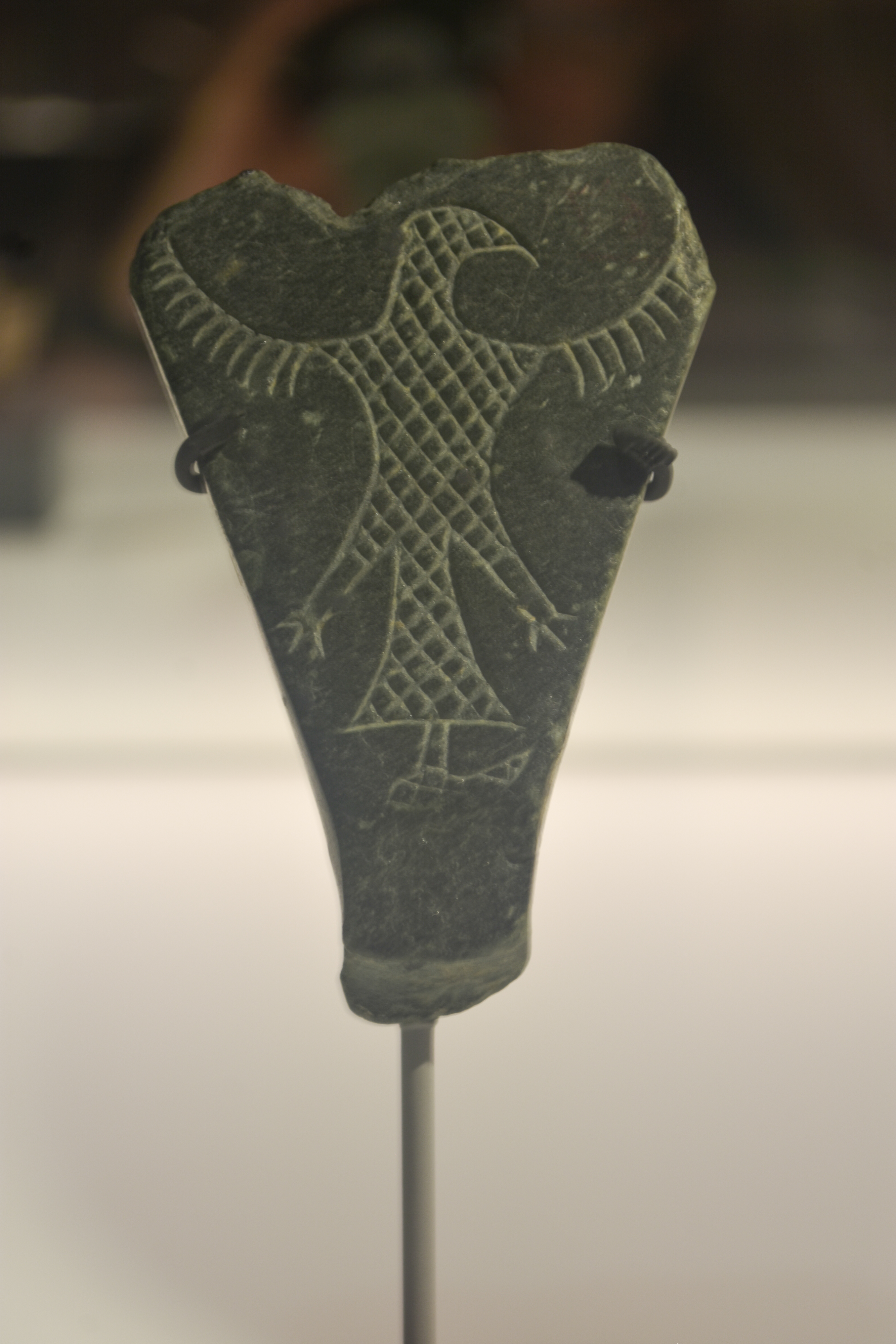
شاهین تپه یحیی

اُرزوئیه (Orzuiyeh) (شاهماران)  شهری در استان کرمان ایران، است. این شهر مرکز شهرستان ارزوئیه و در فاصله ۲۶۰ کیلومتری جنوب غربی کرمان قرار گرفته‌است و از قطب‌های کشاورزی استان کرمان به‌شمار می‌آید همچنین بزرگ ترین معدن کرومیت ایران در معدن ابدشت و در منطقه باغ برج این شهرستان یکی از مشهورترین معادن گارنت سبز دمانتوئید در جهان قرار دارد.

## نام‌گذاری ارزوئیه
نام ارزوییه در سفرنامه مارکوپولو ذکر گردیده‌است و در نقشه‌های قدیمی با نامهای آرزوییه، عروسوییه، ارزو شه ماران هم دیده می‌شود. ارزوئیه یعنی (سرزمین برنج) و معروف به انبار غله استان کرمان است که به آن سرزمین خوشه‌های طلایی هم می‌گویند.
در مورد نامگذاری ارزوئیه نظرات مختلفی وجود دارد از جمله:
- کلمه ارزوئیه از نام شخصی به نام ارزو و پسوند «ییه » به معنای جا و مکان تشکیل شده است . بنابراین ارزو و شاه مارو دو برادر بوده اند  که هسته اولیه این آبادی را  بنیان نهاده اند . و نام آبادی برگرفته از نام یکی از آنها ارزوییه نامییده شده است . به گفته بعضی از مطلعین محلی ،هسته اولیه این شاهماران می باشد. که نام آن برگرفته شده از وجود مارهای بزرگی بوده که در این محل وجود داشته اند .(نجم الدینی –ص131)
- باستانی پاریزی، مورخ برجسته عقیده دارد که «این کلمه ارزوئیه یک کلمه قدیم فارسی است و به گمان من همان است که در زبان یونان اوریسا خوانده می شود به معنی برنج .... در ارزو دشت ور  برنج کاشته می شده .»
- اسکندر مقدونی در بازگشت از هند ،پس از عبور از بلوچستان ودر مسیر رسیدن به فارس پس از گذشتن از جیرفت و تنگ مُردان وارد جلگه ارزوئیه شده و با مشاهده مزارع برنج ، این منطقه را اوراسیا نامیده است . البته ارسیا نام یکی از استان های شمال شرقی هندوستان نیز می باشد که مرکز کشت محصولاتی چون پنبه و برنج است . به احتمال زیاد نام ارسیا ،توسط اسکندر به این مناطق داده شده است و این نام بعد ها به  صورت ارزوئیه در آمده است . در لغت نامه دهخدا هم «ارزو » را به معنی برنج آورده است که از اریزا ماخوذ شده و معرب اوریز یونانی است . ( نجم الدینی ،1384،131)

## تاریخچه
ارزوییه تا سال ۱۳۸۹ جزو شهرستان بافت به حساب می‌آمد که در این سال با جدا شدن و ارتقای شهرستان ارزوئیه و با پیوستن چند روستای دیگر، شاهماران به مرکزیت شهرستان ارزوئیه درآمد.
منطقه ارزوئیه یکی از قدیمی ترین کانون های شهرنشینی به شمار می آید کشف دست سازه های متنوع سنگی ،سفالی و فلزی از تپه ها و دامان دشت ها نمایانگر این اصالت و دیرینگی است .
کشف آثار هنری و صنعتی در تپه یحیی واقع در منطقه صوغان و شمال فارغان زمین ، گواه ظهور اولین تجلیات زندگی اجتماعی بشر در این منطقه  می باشد. بقایای آبادی ها وقلعه های کوچک و بزرگ  در حاشیه روستاهای این منطقه نشان از قدمت تاریخی این شهر دارد.
از اوایل دوره صفویه تا اواسط دوره قاجار مهاجرت گسترده ایل افشار به منطقه اتفاق افتاده است و در این دوره ها  ارزوئیه و بافت معمولا توسط ایل افشار اداره می‌شده است، ارزوئیه به خاطر مراتع و آب و هوای خاصش، قشلاق ایل افشار بوده و پس از تخته قاپو کردن ایلات و عشایر، ترکان افشار در ارزوئیه ساکن شده‌اند و تقریبا زندگی عشایری را رها کرده‌اند و عمدتا روی موتور پمپ های اهدایی از طرف حکومت کشاورزی و دامداری میکنند.

## آداب و رسوم
هر ساله ده بهمن ماه  در شهرستان ارزوئیه به طور گسترده جشن سده برگزار می‌شود.

## جغرافیا و اقلیم
شهر ارزوئیه در فاصله ۲۷۰ کیلومتری کرمان واقع شده‌است. آب و هوای شهر ارزوئیه گرم و خشک است. تابستان‌های گرم و زمستان‌های نسبتاً سرد اقلیم شهر ارزوئیه را تشکیل می‌دهد. میانگین بارش سالانه در این شهر به ۱۲۲٬۳ میلی‌متر می‌رسد. ارتفاع شهر ارزوئیه از سطح دریا ۱٬۰۵۳ متر است.

## صنعت
- سیلوهای ذخیره گندم ارزوئیه: این سیلوها در مسیر ارزوئیه به بافت قرار دارند.
- کارخانه کرومیت ارزوئیه(در حال ساخت): ارزوئیه دارای بزرگترین منابع کرومیت ایران  است حدود ۷۰ درصد کرومیت ایران در معدن ابدشت ارزوئیه قرار دارد. بسیاری از مردم در معادن کرومیت فعالیت دارند. از دیگر معادن می توان به معادن منگنز اشاره کرد. همچنین رگه هایی از سنگ های قیمتی زمرد نیز در روستای باغبرج یافت می شود.

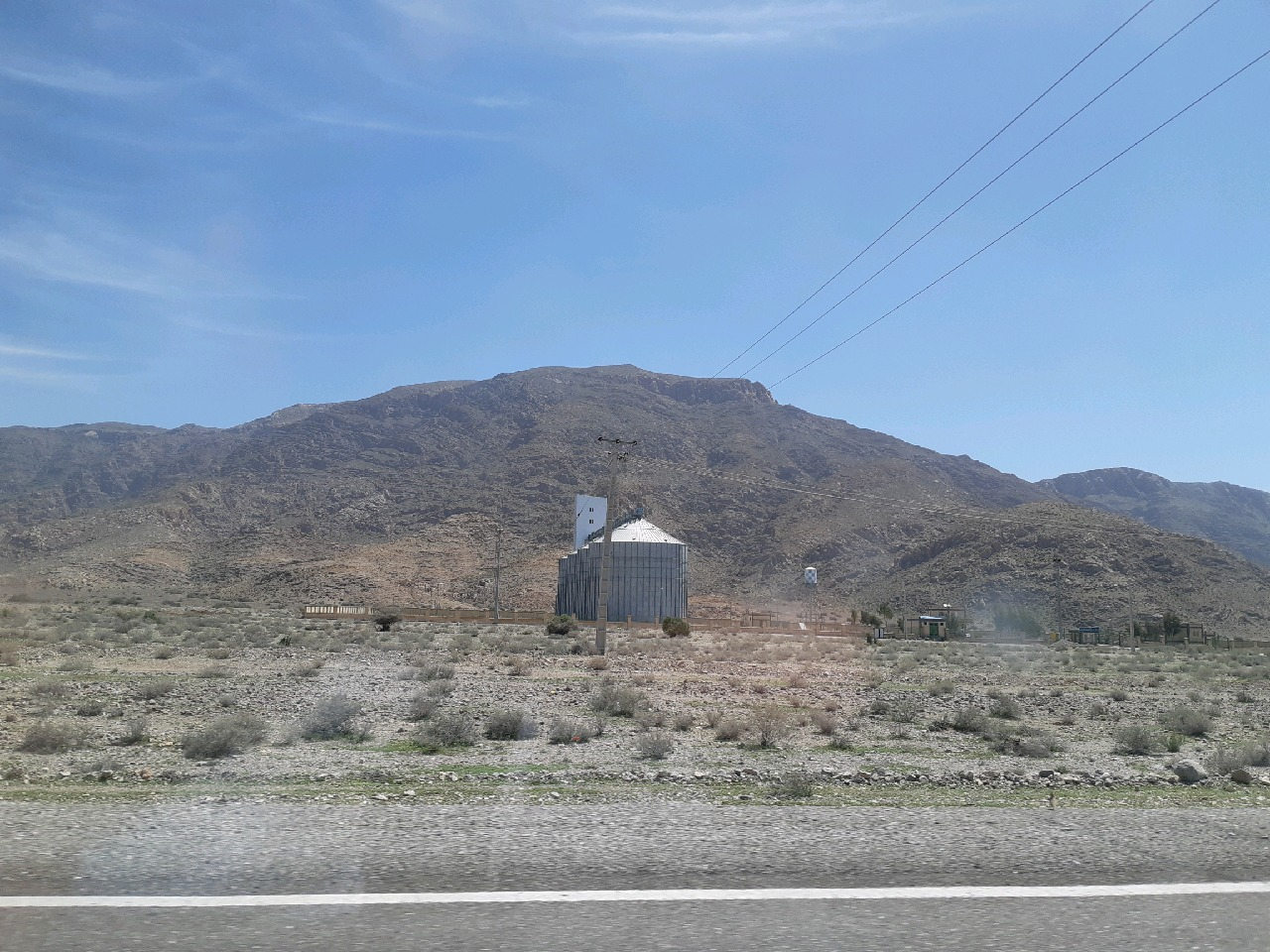
سیلوهای ذخیره گندم ارزوئیه

- کارخانه پنبه پاک کنی ارزوییه[۳]

## دانشگاه‌ها و مراکز آموزشی
- دانشگاه پیام نور ارزوئیه[۴]
- مرکز فنی و حرفه‌ای ارزوئیه[۵]
- پردیس دانشگاه آزاد اسلامی ارزوئیه[۶]

## کشاورزی
ارزوئیه از نواحی مهم کشاورزی در استان کرمان محسوب می‌شود. طبق اعلام جهاد کشاورزی، در سال ۹۲ به‌طور متوسط از هر هکتار سطح زیر کشت، ۶۵ تن ذرت علوفه‌ای برداشت می‌شود. 
همچنین طبق اعلام جهاد کشاورزی، سطح زیر کشت پنبه در شهرستان ارزوئیه ۱۳۰۰ هکتار است که پیش‌بینی می‌شود ۲ هزار و ۶۰۰ تن پنبه از آن برداشت شود.
ارزوییه بزرگترین تولیدکننده پنبه در جنوبشرق ایران است. ارزوئیه از قطب‌های تولید مرکبات،خرما و گندم استان کرمان محسوب می‌شود. گندم، ذرت، خرما،هندوانه،مرکبات، زیتون، و انواع صیفی‌جات و پرتقال و انار از محصولات اصلی این شهرستان میباشد. غلات، پرتقال ,هندوانه و خرما(مخصوصا پیارم و خاصویی)ارزوئیه کیفیت بسیار بالایی دارد.

## گردشگری طبیعی و تاریخی
شهرستان ارزوئیه دارای ۲۰۰ اثر تاریخی است.
- تپه‌های باستانی یحیی (تپه یحیی)
- قلعه تاریخی سلطان آباد
- آبگرم ده شیخ
- چهارطاقی‌های ارزوئیه[۱۱]
- برج تاریخی مهرآباد[۱۲]:دیرینگی این برج تاریخی به دوره قاجار باز می گردد.[۱۳]

- عمارت تاریخی نصرت الرعایا[۱۴]
- منطقه ییلاقی دهسرد
- منطقه ییلاقی آشین
- آستان مقدس (شیخ محمدپرنده) در روستای ییلاقی مزار
- منطقه سیاهکوه و بناب کلیان
- آستان مقدس امامزاده سلطان پیرغیب (علیه السلام) ـ قلعه نو
- پارک ملی خبر (شامل :شمال شهر ارزوئیه ، دهسرد ، وکیل آباد )

- رشته کوه زنجیرآویز
- جنگل‌ سه چاه

### سوغات
سوغات شهر ارزوئیه خرما، هندوانه، خربزه، مرکبات و صیفی‌جات است. شیرینی های کلمپه و کماچ سهن نیز دیگر سوغات این شهر به‌ شمار می‌آید.

## رفت و آمد شهری
رفت و آمد درون‌شهری ارزوئیه از طریق تاکسی صورت می‌گیرد.

## معابر و خیابان های مهم شهر
- بلوار غدیر
- بلوار شهدا
- بلوار امام خمینی «ره»
- خیابان برق
- خیابان ابالفضل
- بلوار شهیدسلیمانی
- میدان شهدای انتظامی
- میدان شهدا
- بلوار آیت الله خامنه ای
- خیابان مصلی

## رفت و آمد برون‌شهری
- به وسیله اتوبوس به سمت شهرهای بافت و بندرعباس
- شرکت حمل و نقل آسایش ارزوئیه به بافت
- شرکت حمل و نقل آسایش ارزوئیه به حاجی آباد هرمزگان
- شرکت حمل و نقل ارزوئیه سیرجان
- شرکت باربری امین بار

## امکانات فرهنگی

### کتابخانه‌ها
- کتابخانه عمومی لیله القدر[۱۵]

### مراکز فرهنگی
- مصلی قدس

## امکانات ورزشی
- مجموعه ورزشی امام علی علیه السلام

### باشگاه‌های ورزشی
- باشگاه ورزشی تالار سامان ارزوئیه: تیم فوتسال نونهالان باشگاه سامان در مسابقات قهرمانی ایران شرکت کرده‌است.[۱۶]
- باشگاه فوتبال عقاب : ناپب قهرمانی تیم عقاب ارزوئیه در لیگ مناطق استان کرمان [۱۷]

## رسانه‌ها

### وبگاه‌های خبری
- پایگاه خبری صبح ارزوئیه
- پایگاه خبری طلوع کرمان

## بهداشت و درمان
- بیمارستان امام حسین ارزوئیه:[۱۸] این بیمارستان در بلوار شهدای انتظامی قرارگرفته است.

## مسیرهای دسترسی
- مسیر حاجی‌آباد هرمزگان به شهر ارزوییه
- مسیر بافت به شهر ارزوییه
- مسیر صوغان به شهر ارزوییه
- مسیر سیرجان به شهر ارزوئیه

## فاصله تا سایر شهرها
| شهر مقصد  | فاصله (کیلومتر) |
| --------- | --------------- |
| تهران     | ۱۱۶۰ کیلومتر    |
| کرمان     | ۲۶۰ کیلومتر     |
| سیرجان    | ۱۹۵ کیلومتر     |
| بافت      | ۱۰۸ کیلومتر     |
| حاجی آباد | ۵۸ کیلومتر      |
| جیرفت     | ۲۰۶ کیلومتر     |
| مشهد      | ۱۱۷۵ کیلومتر    |
| شیراز     | ۵۰۵ کیلومتر     |
| بندرعباس  | ۲۳۰ کیلومتر     |
| قم        | ۱۰۳۹ کیلومتر    |